# Леон, Луис де
Луис де Леон (исп. Fray Luis de León; 1528, Бельмонте, Куэнка — 1591, Мадригаль-де-лас-Альтас-Торрес, Авила) — испанский поэт-мистик, религиозный писатель, переводчик священных текстов и литературных сочинений.

## Биография
Родился в еврейской семье, сын придворного адвоката. Учился в университете Саламанки философии и богословию (последнему — у известного доминиканца Мельчора Кано), позднее (с 1561) преподавал в нём. В 1544 году вступил в орден августинцев. Получил степень бакалавра в Толедо и доктора богословия в Саламанке. В 1572—1576 годах был заключен инквизицией в Вальядолидскую тюрьму за перевод Библии на народный язык и её еретическое толкование. После пятилетнего заключения Луис де Леон 13 декабря 1576 года поднялся на кафедру Саламанкского университета со знаменитыми впоследствии словами: «Как я говорил вчера…»

## Творчество
Крупнейший поэт испанского Возрождения, синтезировавший библейскую проблематику и метафорику с неоплатонической мистикой, античными темами (Гораций, Вергилий) и итальянскими поэтическими формами их разработки. Автор трактатов «Имена Христа» (1572—1585), «Совершенная жена» (1583) и др. Как переводчик переложил на испанский библейские книгу Иова и Песнь Песней (1561), «Буколики» Вергилия, стихотворения Петрарки. Его произведения распространялись в рукописной форме, пока Франсиско Кеведо в борьбе с культеранизмом Гонгоры не издал его сочинения в 1631 году.
Среди авторов многочисленных трудов о поэзии и мысли Луиса де Леона — крупнейшие филологи К. Фосслер и Д. Алонсо. В 1956 году в Испании учреждена переводческая премия имени Луиса де Леона, с 1984 года — Национальная премия за лучший перевод.

## Новейшие издания
- Poesías completas: propias, imitaciones y traducciones/ Cristóbal Cuevas García, ed. Madrid: Castalia, 2001

## Публикации на русском языке
- [Стихотворения] // Европейские поэты Возрождения. — М.: Художественная литература, 1974. — С. 568—576. (Библиотека всемирной литературы. Т. 32).
- [Стихотворения] // Жемчужины испанской лирики. — М.: Художественная литература, 1985. — С. 62—67.
- [Стихотворения] // Поэзия испанского Возрождения. — М.: Художественная литература, 1990. — С. 131—146.
- [Стихотворения] // Иностранная литература. 1993. № 11.